# Volta al sud de Bolívia

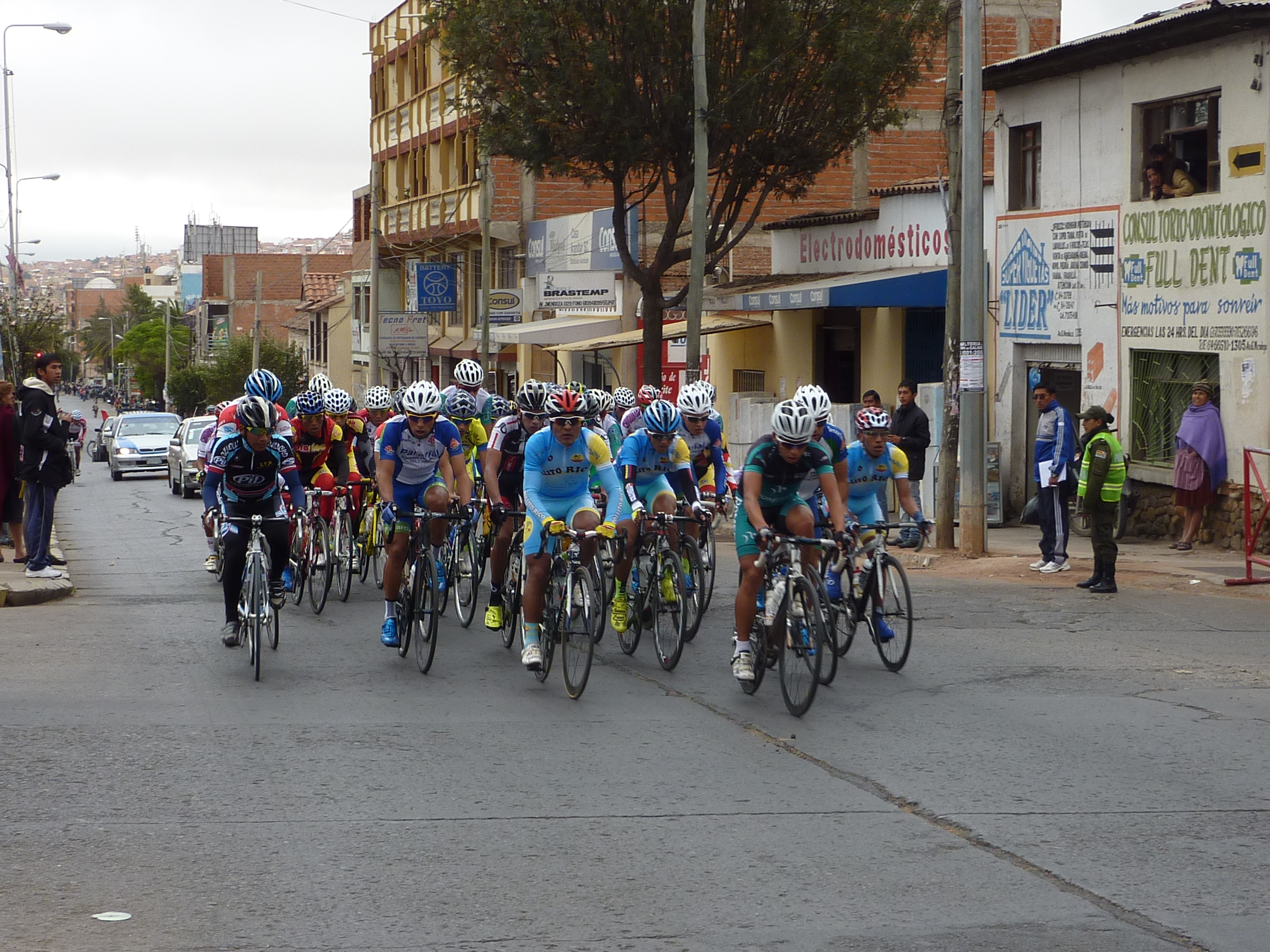
Fotografia de l'edició de 2014.

La Volta al sud de Bolívia (en castellà: Vuelta al Sur de Bolivia) fou una cursa ciclista per etapes que es disputava a Bolívia. La primera edició es disputà el 2013, ja formant part de l'UCI Amèrica Tour, però el 2014 se'n disputà la segona i darrera edició. La cursa agafava el relleu de l'antiga Doble Sucre Potosí.

## Palmarès
| Any  | Vencedor     | Segon           | Tercer         |
| ---- | ------------ | --------------- | -------------- |
| 2013 | Óscar Soliz  | Edson Calderón  | Piter Campero  |
| 2014 | Juan Cotumba | Klever Cuasquer | Jhonny Caicedo |